# Oosterzij
Oosterzij is een buurtschap in de gemeenten Heiloo en Castricum in de provincie Noord-Holland.
Oosterzij is gelegen tussen Heiloo en Limmen. Oosterzij is de grootste buurtschap van de gemeente. Een gedeelte van de plaats is tegenwoordig een bedrijventerrein, en een andere deel is een golfbaan van de Stichting Golfbaan Oosterzij. Het bedrijventerrein bestaat vooral uit kleine en middelgrote bedrijven. In 2007 werd het bedrijventerrein in twee fasen verbeterd. Op het terrein bevinden zich ook bedrijfswoningen. Daarnaast kent Oosterzij ook nog andere bewoning. Er is tevens een restaurant aanwezig dat de naam van de plaats draagt. Het grootste deel van de buurtschap ligt in de gemeente Heiloo. Een kleiner deel hoort bij Limmen en wordt dus gerekend bij de gemeente Castricum.
Oosterzij komt in 1639 voor als Ooster wech en 1745 als Oosterwegh. De oude plaatsnaam verwijst naar het feit dat dit de oostelijke weg was tussen Heiloo en Limmen, dit nu ook nog terug te vinden in de Westfriese benaming voor de plaats, Oôsterwei. De benaming 'zij' is afkomstig van de iets latere benaming Ooster Zijde.
Er is ook een westelijke weg tussen Heiloo en Limmen. Deze weg wordt ook wel geduid als Westerzij. De weg wordt niet altijd meer als een echte plaats of ook een buurt gezien. In Heiloo is er ook een appartementencomplex met de naam Westerzij. Tussen Oosterzij en Westerzij zijn de drie andere buurtschappen van de gemeente Heiloo gelegen: Bollendorp, Kapel en Kaandorp.
Dorpen: Heiloo       Buurtschappen: Bollendorp · Kaandorp · Kapel · Oosterzij (deels)
Noord-Holland: Steden en dorpen      Nederland: Provincies · Gemeenten
Dorpen: Akersloot · Bakkum · Bakkum-Noord · Castricum · Castricum aan Zee · Dusseldorp · Limmen · De Woude

Buurtschappen: Boekel · Duin en Bosch · Heemstee · Klein Dorregeest (deels) · Kogerpolder (deels) · Molendijk · Noord-End · Noord-Bakkum · Oosterbuurt · Oosterzij (deels) · Schulpstet · Starting · Stierop
Noord-Holland: Steden en dorpen      Nederland: Provincies · Gemeenten